# Kristiina Savin
Kristiina Savin, född 1973 i Tallinn, är en estnisk-svensk idéhistoriker. 
Hon doktorerade 2011 i Lund i idé- och lärdomshistoria på avhandlingen Fortunas klädnader. Lycka, olycka och risk i det tidigmoderna Sverige. Den belönades 2012 med både Cliopriset och Gustav Adolf-priset.
Hon är tillsammans med Jonas Hansson redaktör för antologin Svenska begreppshistorier (Fri Tanke 2022).